# Werner Seibt (Byzantinist)
Werner Seibt (* 6. Juli 1942 in Senftenberg) ist ein österreichischer Byzantinist.

## Leben
Er besuchte das Realgymnasium der Schulbrüder im Wiener Stadtteil Strebersdorf. Ab 1960 studierte er Altertumswissenschaften in einem sehr weiten Sinn; 1969 wurde er zum Dr. phil. (Die Majestätsprozesse vor dem Senatsgericht unter Tiberius) in Alter Geschichte und Klassischer Philologie promoviert, 1970 bestand er die Lehramtsprüfung in Latein und leistete seinen Militärdienst ab. In den 1970er Jahren vervollständigte er seine byzantinistischen Studien. 
Von 1971 bis 1978 war er als wissenschaftlicher Mitarbeiter der Österreichischen Akademie der Wissenschaften (Kommission für Byzantinistik) mit der Erstellung eines Kataloges  der byzantinischen Siegel in Österreich betraut. 
1978 wurde er an die Universität Wien berufen und war im Institut für Byzantinistik (später Institut für Byzantinistik und Neogräzistik) zunächst Universitätsassistent, dann Oberassistent und 1985 Universitäts-Dozent für Byzantinistik und mittelalterliche Geschichte Armeniens und Georgiens.
1988 wurde er Assistenz-Professor, 1994 tit. Ao. Univ.Prof. und von 1997 bis 2007 war er schließlich Ao. Univ.Prof. für Byzantinistik und mittelalterliche Geschichte Armeniens und Georgiens mit dem Berufstitel Universitätsprofessor. Seibt war von 2000 bis 2006 auch Vize-Studienprogrammleiter Altertumswissenschaften der Universität Wien, mit primärer Zuständigkeit für die Studienrichtung Byzantinistik und Neogräzistik.